# 薄舞花鮨
薄舞花鮨為輻鰭魚綱鱸形目鱸亞目鮨科的其中一種，分布於西大西洋區，從百慕達群島、美國北卡羅萊納州至加勒比海南部海域，棲息深度30-55公尺，體長可達6.1公分，為底棲性魚類，生活習性不明。